# 28481 Shindongju
28481 Shindongju è un asteroide della fascia principale. Scoperto nel 2000, presenta un'orbita caratterizzata da un semiasse maggiore pari a 2,4123002 UA e da un'eccentricità di 0,1423502, inclinata di 1,20236° rispetto all'eclittica.